# Balduin II. Henegavský
Balduin II. Henegavský (1056–1098?) byl henegavský hrabě v letech 1071-1098. Byl mladším synem flanderského a henegavského hraběte Balduina VI. a jeho manželky Richilda.

## Život
Henegavským hrabětem se Balduin stal v roce 1071 po smrti svého staršího bratra Arnulfa v bitvě u Casselu. Porážkou ztratila Balduinova rodina i titul flanderských hrabat. Flanderským hrabětem se stal jeho strýc Robert I. Flanderský. V roce 1084 se Balduin oženil s Idou, dcerou lovaňského hraběte Jindřicha II. a sestrou dolnolotrinského vévody Godefroye I. Po vyhlášení první křížové výpravy se v roce 1096 připojil k vojsku lotrinského vévody Godefroye z Bouillonu, protože se svým bratrancem (a dalším vůdcem křížové výpravy) Robertem II. Flanderským byl znepřátelen. Po dobytí Antiochie a po porážce Körbughovy armády byl na počátku července spolu s Hugem z Vermandois odeslán do Konstantinopole s poselstvím pro císaře Alexia. Během cesty přes Malou Asii byli několikrát napadeni Turky. Balduin tehdy zmizel a jeho další osud není znám. Pravděpodobně byl zabit nebo zajat Turky.